# Anders Ølgaard
Anders Lebeck Ølgaard (5. september 1926 i Aabenraa – 25. april 2009) var en dansk økonom og professor ved Københavns Universitet fra 1962 til 1996. Han var formand for Det Økonomiske Råd (overvismand) 1970-1975.

## Fodnoter
1. ↑  "Økonomen Anders Ølgaard død" (Webside ikke længere tilgængelig), www.vejleamtsfolkeblad.dk, 29. april 2009
2. ↑  Datoer ifølge dødsannonce i Politiken, 1. maj 2009